# Phasianidae
Los faisánidos (Phasianidae) son una familia de aves del orden Galliformes, entre las que se cuentan los gallos, faisanes, meleagris, pavos, las perdices y otras aves terrestres. Son por lo general robustas, de alas cortas en relación con el cuerpo con coloración vistosa, no son aptas para el vuelo de largas distancias. Son granívoras, y complementan su dieta con insectos. Hay 177 especies distribuidas en 46 géneros.

## Características
Los machos poseen un plumaje mucho más vistoso que las hembras. 
Las hembras, en cambio, tienen un plumaje de color más indefinido, mezclando plumas pardas y grises. Se dedican a cuidar sus nidos y a sus crías y su tamaño es algo menor que el del macho.

## Géneros
Los fasiánidos incluyen los siguientes géneros:
- Subfamilia Perdicinae
  - Melanoperdix
  - Rhizothera
  - Xenoperdix
  - Arborophila
  - Rollulus
  - Caloperdix
  - Ammoperdix
  - Excalfactoria
  - Anurophasis
  - Margaroperdix
  - Coturnix
  - Tetraogallus
  - Alectoris
  - Pternistis
  - Ophrysia
  - Perdicula
  - Bambusicola
  - Scleroptila
  - Peliperdix
  - Francolinus
  - Perdix
  - Haematortyx
  - Galloperdix
  - Lerwa
  - Tetraophasis
- Subfamilia Meleagridinae
  - Meleagris
- Subfamilia Phasianinae
  - Polyplectron
  - Gallus
  - Ithaginis
  - Tragopan
  - Lophophorus
  - Rheinardia
  - Argusianus
  - Afropavo
  - Pavo
  - Syrmaticus
  - Phasianus
  - Chrysolophus
  - Lophura
  - Catreus
  - Crossoptilon
- Subfamilia Tetraoninae
  - Pucrasia
  - Bonasa
  - Tetrastes
  - Centrocercus
  - Dendragapus
  - Tympanuchus
  - Lagopus
  - Falcipennis
  - Tetrao
  - Lyrurus
  - †Cynchramus
  - †Palaealectoris
  - †Proagriocharis
  - †Rhegminornis

## Etimología
Tanto los nombres de la familia, género y nombre vulgar —faisán— provienen del río Phasis, donde Jasón y los Argonautas nombraron por primera vez a estas aves y en donde, según la tradición, fueron capturadas para ser introducidas en numerosos territorios posteriormente. Así, en el siglo XII aparece en Francia la palabra fesan, origen de todos los nombre europeos de los faisanes.